# BY YOUR SIDE EP
『BY YOUR SIDE EP』（バイ ユア サイド イーピー）は、日本のロックバンド・FIVE NEW OLDが2017年6月21日にトイズファクトリーから発売した、メジャー1枚目、通算3枚目のEPである。

## 概要
前作『WIDE AWAKE EP』から5ヶ月ぶりの作品で、メジャー・デビュー作品。トイズファクトリーよりリリースされた。
2017年4月14日に今作のリリースとメジャー・デビューが発表された。
5月16日にはジャケット写真とアーティスト写真が公開された。
6月7日には表題曲「By Your Side」のMVが公開された。

## 収録楽曲
1. Not Too Late (3:51)
作詞：Hiroshi Nakahara
作曲：FIVE NEW OLD
編曲：FIVE NEW OLD
2. The Dream (3:56)
作詞：Hiroshi Nakahara
作曲：FIVE NEW OLD
編曲：FIVE NEW OLD
  - 2017年5月27日にエフエム神戸の番組「Interviews On!」にてラジオ初オンエアされた[10]。
3. By Your Side (3:59)
作詞：Hiroshi Nakahara
作曲：FIVE NEW OLD
編曲：FIVE NEW OLD, Shunsuke Kasuga
  - 今作のリード曲。
  - HIROSHIは今楽曲を「バンドの代名詞」と評している[11]。
  - 他3曲は以前から存在していた楽曲だったため、その3曲をまとめあげる1曲として新たに制作された。制作はかなり難航したという[12]。
  - 後にメンバーとして加入するSHUNがサウンドプロデュースを担当している。
  - ベストアルバム『FiNO is』に収録されている[13]。
4. Too Good To Be True (4:46) 
作詞：Hiroshi Nakahara
作曲：FIVE NEW OLD
編曲：FIVE NEW OLD

## 参加ミュージシャン
FIVE NEW OLD
- Hiroshi Nakahara（ボーカル・ギター）
- Wataru Omori（ギター・キーボード）
- Hayato Maeda（ドラムス）
- Yoshiaki Nakai（ベース）